# Tricellaria inopinata
Tricellaria inopinata är en mossdjursart som beskrevs av Jean-Loup d'Hondt och Occhipinti Ambrogi 1985. Tricellaria inopinata ingår i släktet Tricellaria och familjen Candidae. Arten har ej påträffats i Sverige. Inga underarter finns listade i Catalogue of Life.